# Ingénieur du son
Ne doit pas être confondu avec Ingénieur acousticien.
Le terme ingénieur du son est un terme générique qui peut s'appliquer à des métiers différents, avec des qualifications spécifiques. L'ingénieur du son a pour fonction d'assurer la gestion du son dans différents secteurs d'activité : cinéma (nommé généralement chef opérateur du son), musique, radio, télévision, sonorisation (concerts), spectacle vivant, et jeu vidéo.

## Fonctions
Un ingénieur du son conçoit, fabrique et opère les outils de captation et d'enregistrement pour enregistrer et mixer des programmes sonores aux moyens de machines réelles et virtuelles.

### Cinéma
Les spécialités propres au cinéma et à l'audiovisuel.

#### Chef opérateur du son
Sur le tournage, en collaboration avec le (ou les) perchman(s) ou perchiste(s), le chef opérateur du son s'assure du bon enregistrement du son des dialogues ou des paroles, en tentant d'éviter le mieux possible tous les bruits parasites et en contrôlant les niveaux d'enregistrement, gère les playback, et fournit au montage, par ailleurs, des sons seuls et sons d'ambiance nécessaires (c’est-à-dire : enregistrés en dehors du temps de tournage).
Ce métier a beaucoup évolué au fil des progrès techniques du cinéma. Au début du cinéma parlant, il y a eu le règne de l'omnipotence de l'ingénieur du son sur le plateau de tournage avec sa perche Fisher comme Joseph de Bretagne et Marcel Courmes, puis le cinéma est sorti du plateau pour aller tourner dans des décors naturels. Le chef-opérateur du son (appelé aussi production sound mixer en anglais) utilise aussi des enregistreurs multi-pistes sur disque dur (du genre Cantar-X) ou à carte mémoire.

#### Mixeur cinéma
La fonction de mixeur apparaît dans les années 1970, puis devient une spécialité. Le mixeur procède au mélange des éléments source, d'origines diverses, apportés par le monteur son des « directs » (quand il y en a un), qui corrige, nettoie et améliore le son des dialogues après le montage image. Ce poste est devenu indispensable depuis l'apparition de l'enregistrement multicanal des dialogues sur le tournage. Le monteur son cherche les meilleurs sons (effets et ambiances) pouvant enrichir la bande sonore et s'adapter au scénario et à la narration d'un film. Les bruitages, enregistrés par un bruiteur, sont montés par le monteur son. Les postsynchros des dialogues sont enregistrés après le tournage. Il gère la musique, la balance, les couleurs ainsi que l'espace sonore.
Le mixage film est la dernière opération de postproduction. C'est un moment quelquefois douloureux pour le réalisateur, car celui-ci sait qu'avec le mixage, il est à la fin de son processus créatif ; son œuvre sera définitive (on le compare aussi familièrement au syndrome de l'accouchement). En dehors de ses qualités techniques en évolution permanente, le mixeur doit faire preuve de patience et de psychologie.

### Télévision

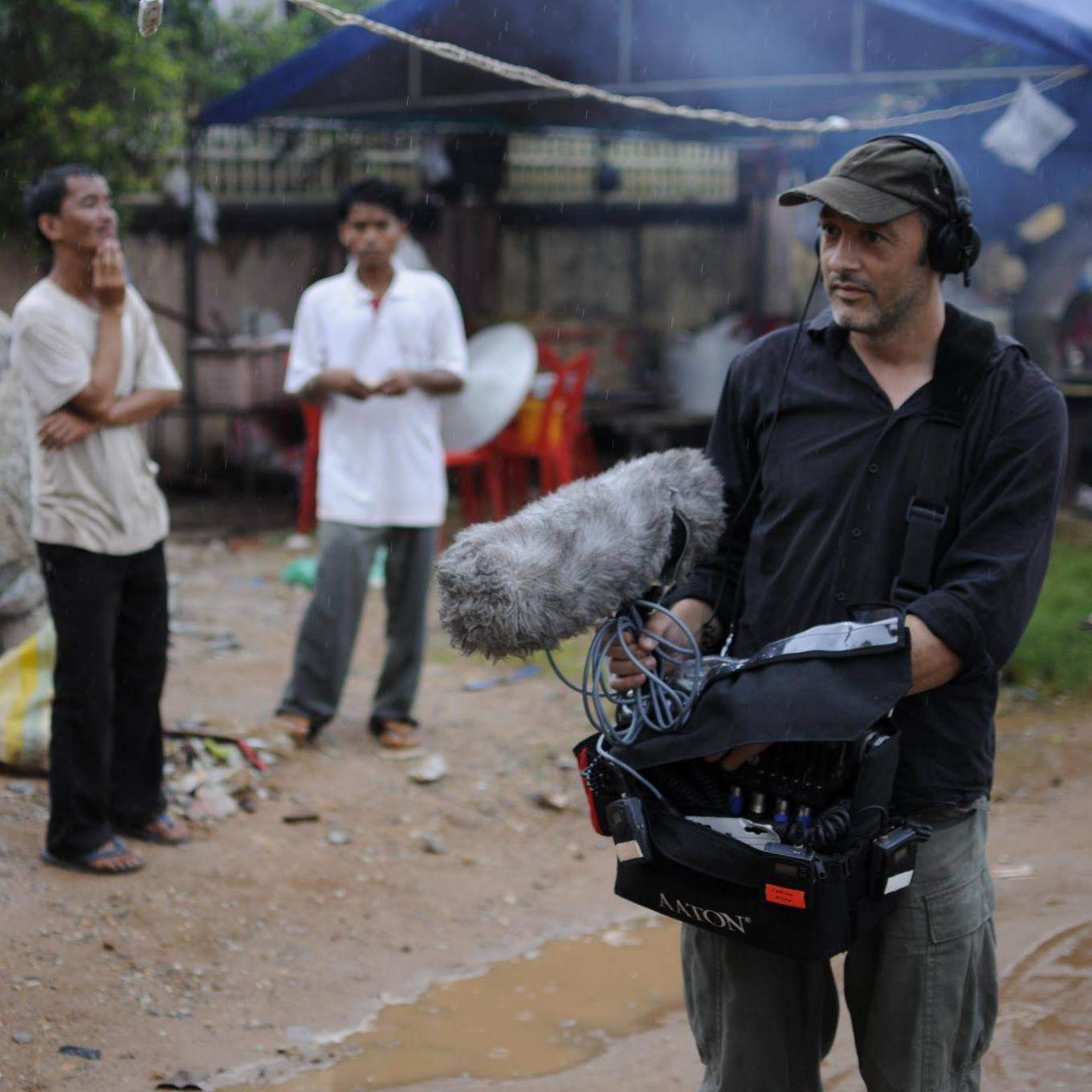
Opérateur de prise de son.

En télévision, on ne parle pas d'ingénieur du son mais d'opérateur de prise de son (abrégé OPS). Dans le film documentaire, on parlera de chef opérateur du son.
Le travail consiste en plusieurs choses :
- la « captation sur le terrain » en équipe légère. Le travail s'effectue suivant les contraintes avec une mixette, un micro directionnel ou semi-directionnel monté sur perche, du matériel HF (liaisons micros cravate - mixette, liaison mixette - caméra pour l'enregistrement du son synchrone) ;
- le « mixage ». Le travail ici consiste en deux étapes, d’abord l'enregistrement du commentaire du journaliste rédacteur, puis le mixage des interviews, des sons d’ambiance et du commentaire, avec une attention particulière donnée à l'image. Une différence majeure avec le mixage radiophonique est qu'en radio, le son permet de situer le contexte. En télévision, le son habille l'image et dans la mesure du possible, il doit toujours correspondre à ce que l'on voit ;
- la « captation en régie ». Le travail consiste à gérer les différentes sources audio (micros plateau, machines et extérieurs) en vue de l'enregistrement ou de la diffusion en direct d'un programme. L'OPS en régie est également responsable du réseau d'ordre, un ensemble de panels centralisés sur une matrice, qui permettent à chaque poste de communiquer avec les autres. Cette partie est souvent ignorée, et pourtant demeure essentielle.

### Radio
En radio, l'ingénieur du son gère les enregistrements d'émissions, les directs (interviews, débats...), les diffusions, et tout ce qui concerne la mise en ondes des animations par tranches horaires. Il assure aussi, particulièrement dans les petites structures radiophoniques, les maintenances techniques : informatique, diffusion ou électronique (consoles, traitements), satellite si la station radio est équipée pour cela.
Il remplit souvent la fonction de réalisateur, car, au-delà du montage, du mixage, du nettoyage du son, c'est souvent un véritable travail de directeur artistique qui lui est demandé.

### Musique
Un ingénieur du son travaillant dans la musique enregistre et mixe des albums dans un studio d'enregistrement, ou pendant des concerts publics, ou même n'importe où. L'ingénieur du son peut être spécialiste, par exemple, de musique classique, de jazz, de rock, etc. De preneur de son, il est devenu aussi mixeur avec l'apparition des magnétophones multipiste dans les années 1970.
Certains grands ingénieurs du son peuvent devenir réalisateur artistique, c’est-à-dire intéressés à la production. L’ingénieur du son de musique est en contact professionnel avec des artistes investis pleinement dans leur art. Il doit au minimum savoir appréhender des situations artistiques quelquefois délicates et cruciales.
Traditionnellement, le producteur conseille les musiciens sur la structure des morceaux, la manière dont il faudrait les jouer, l'effet attendu une fois un morceau enregistré. Il s'occupe de la partie artistique mais sait s'effacer derrière le compositeur. Il travaille alors de pair avec l'ingénieur du son pour faire l'interface entre les aspects artistiques et techniques : quels micros utiliser, comment les placer, quel type d'amplificateur utiliser, quelle égalisation, quelle compression, etc.

#### Prise de son
Avant la séance de prise de son, sa préparation se fait sous les directives de l'ingénieur du son : disposition de l'orchestre, choix et positionnement des micros, installation des réseaux de casques pour les musiciens. Lors de la prise de son, l'ingénieur du son vérifie que les prises de son ne saturent pas en ajustant au mieux le réglage des préamplificateurs micro et assume la bonne balance musicale. Une prise de son peut-être dite live quand tous les musiciens enregistrent simultanément, ou par couches successives (overdub) : d'abord la section rythmique est enregistrée avec un clic de référence pour le tempo puis les autres sections : cordes, cuivres, chœurs, instruments solo et (en) doublages d'instruments et enfin chanteur solo. Ces enregistrements peuvent s'effectuer bout par bout (punching-in et punch-out).

#### Mixage
C'est une étape de plus en plus importante qui est devenue quasiment incontournable. Depuis que l'enregistrement n'est plus que la captation de musique uniquement acoustique, le mixage permet de faire prendre forme à des musiques purement électroacoustiques, c’est-à-dire qui n'a d'existence et qui ne prend forme qu'à l'issue du mixage (il en est de même pour le cinéma et les œuvres audiovisuelles). D'ailleurs cette problématique a suscité dans les années 1980 un certain nombre de réflexions, certains groupes de rock étant incapables de se produire à l'identique sur scène (le retour au naturel de Paul McCartney et de son groupe Wings en est un exemple). 
Progressivement, les périphériques ont offert de nouveaux moyens de traitement des sons enregistrés ou créés. Les périphériques ont été d'abord hardware et la fierté et la réputation des studios d'enregistrement, puis, avec l'apparition du numérique et les logiciels spécialisés, sont devenus softwares dénommés plug-ins. Pour certaines musiques, utilisant essentiellement des outils (ou instruments) électroniques boucles, MIDI, etc., la frontière entre prise de son et mixage devient plus floue.

#### Mastering
Dernière étape avant la fabrication en série du disque ou de l'enregistrement (DVD). Consiste à égaliser les niveaux et les couleurs dans le but de rendre homogène le CD. Il arrive que le mixeur livre au mastering plusieurs sous-groupes (aussi appelé « stems ») de mixage séparés, par exemple un sous-groupe pour l'orchestre et un autre pour la voix, afin de permettre un travail plus sophistiqué.

#### Évolution du métier
Les premiers synthétiseurs conduisent à l'invention du concept du home studio. Pour le musicien, c'est une révolution : plus besoin d'aller enregistrer dans un studio coûteux. Il peut faire lui-même ses propres expériences, ses maquettes, puis, avec le développement des outils électroniques et à base d'informatique, quelques années plus tard, ses propres disques.
L'apparition des stations audio-numériques (en anglais : digital audio workstation, acronyme DAW) modifie profondément les usages dans les milieux de l'enregistrement. À capacité égale, le prix des outils (consoles, lecteurs, enregistreurs, périphériques, etc.) est divisé pratiquement par dix en moins d'une dizaine d'années. Cependant, le musicien se trouve confronté à l'obligation d'assumer aussi le métier d'ingénieur du son, sans toujours disposer de l'apprentissage nécessaire. L'ingénieur du son est devenu aussi, de ce fait, musicien, ou opérateur spécialisé dans la gestion informatique des outils utilisés.

### Sonorisation
Le rôle principal de l'ingénieur du son ou sonorisateur est de s'assurer que le public entend correctement. À cette fin, en plus de gérer le volume sonore, il doit identifier, corriger ou améliorer tous les phénomènes d'acoustique inhérents à son système de sonorisation ou à l'acoustique naturelle du site, tels que larsens, delay, spatialisation, restitution des harmoniques (analyse spectrale sur bruit rose), etc.
Les premières étapes, lors de l'installation matérielle, consistent à bien choisir la puissance et le positionnement des systèmes de diffusion de retour - ceux destinés aux musiciens - et de façade - destinés au public. Si, dans de petites configurations, l'ingénieur du son peut occuper également le poste de sonorisateur et donc gérer le mix, il est courant, dans des manifestations de plus grande envergure, qu'il y ait un ou plusieurs ingénieurs/sonorisateurs en façade et un ou plusieurs ingénieurs/sonorisateurs en retour, pour une réaction plus rapide et mieux adaptée aux éventuels problèmes cités plus haut.

### Spectacles vivants
L'ingénieur du son est de plus en plus appelé à assumer la sonorisation de pièces de théâtre, spectacles vivants divers. Son métier lui permet aussi d'assurer la préparation de ces spectacles : enregistrement, mise en forme de bandes son d'accompagnement, etc.

### Autres
Il y a aussi besoin d'ingénieurs du son pour des conférences, la gestion de traductions simultanées, etc.

### Terminologie au Québec
Au Québec, la « Loi sur les ingénieurs » (spécifiquement Section 5 / Paragraphe 22-2 « Dispositions pénales ») empêche quiconque d'utiliser le terme « ingénieur », si cette personne n'est pas un membre en bonne et due forme de « L'Ordre des ingénieurs du Québec ». Pour cette raison, toute une panoplie d'expressions y est utilisée en remplacement : technicien du son, preneur de son, sonorisateur, etc.[source insuffisante].

## Études du métier

### Écoles supérieures publiques
Recrutent sur concours et forment les ingénieurs du son.
En France, la Formation supérieure aux métiers du son du Conservatoire national supérieur de musique et de danse de Paris délivre un diplôme de deuxième cycle supérieur de musicien-ingénieur du son valant grade de master, et forme aux fonctions d'ingénieur du son, de sonorisateur, de directeur artistique (Tonmeister), de réalisateur musical (record producer). Parmi ces écoles, on compte :
- La Fémis, ou École nationale supérieure des métiers de l’image et du son : sept départements (réalisation, scénario, production, image, décor, son, et montage). La CinéFabrique ou École nationale supérieure de cinéma et multimédia (5 départements) : scénario, production, image, son et montage ;
- L'École nationale supérieure Louis-Lumière : cinéma, son, photographie.
- L'École supérieure d'audiovisuel (ou ESAV) : formation généraliste avec spécialisation en troisième année (réalisation, image, son, décor et infographie) ;

La Belgique francophone comprend l'Institut des Arts de Diffusion (bachelier généraliste avec spécialisation en troisième année) (musique, audiovisuel) et L'INSAS (bachelier généraliste en son, master radio TV multimédia). Deux masters existent également : le Master radio-télévision-multimédia son (option Sonorisation de concerts ou option Mixage et mastering musical), et le Master cinéma son (prise de son plateau, montage son, mixage).

### Autres formations
En France, dans les secteurs du spectacle vivant, de la musique, et de la sonorisation, aucun diplôme n'est obligatoire pour remplir cette fonction. En revanche, dans certains secteurs institutionnels comme la radio ou la télévision, où il est souvent indispensable d'être titulaire d'un BTS Audiovisuel option Son pour travailler. Dans tous les cas, la multiplicité des expériences (stages, bénévolat, assistanats événementiels, projets personnels...) est importante sinon primordiale pour témoigner d'un intérêt et de compétences, et peut compléter une formation initiale. Des études en traitement / théorie du signal / acoustique / musique sont les bienvenues.
Il existe un Bac Pro SN (Systèmes Numériques, anciennement SEN) avec une option Audiovisuels, réseau et équipements domestiques (ARED) qui peut préparer à une poursuite d'étude en BTS Audiovisuel option SON.
Il existe une possibilité (parmi d'autres) d'orientation dès la seconde : le Brevet de Technicien des Métiers de la Musique. Ce diplôme, de niveau bac, permet de poursuivre ses études post-bac, par exemple en D.M.A. régie de spectacle option son ou en B.T.S. audiovisuel. Le B.T.M.M. se prépare dans trois lycées en France, à Sèvres, Saint-Brieuc et Nancy. Dès la première, les élèves manipulent un logiciel professionnel d'enregistrement. Ils ont même une épreuve d'enregistrement de vrais musiciens à leur examen. Attention ! Savoir lire la musique est indispensable.[réf. nécessaire]